# Lake Summerset
Lake Summerset is een plaats (census-designated place) in de Amerikaanse staat Illinois, en valt bestuurlijk gezien onder Stephenson County en Winnebago County.

## Demografie
Bij de volkstelling in 2000 werd het aantal inwoners vastgesteld op 2061.

## Geografie
Volgens het United States Census Bureau beslaat de plaats een oppervlakte van 6,5 km², waarvan 5,4 km² land en 1,1 km² water.

## Plaatsen in de nabije omgeving
De onderstaande figuur toont nabijgelegen plaatsen in een straal van 16 km rond Lake Summerset.